# Teenfresh
Teenfresh – trzeci minialbum południowokoreańskiej grupy STAYC, wydany 16 sierpnia 2023 roku przez High Up Entertainment. Album będzie dostępny w dziewięciu wersjach: Bubble, Arcade, US oraz sześciu Digipacków poświęconych konkretnym członkiniom grupy.

## Historia wydania
17 lipca Hankook Ilbo poinformowało, że zespół STAYC powróci 16 sierpnia. Tego samego dnia High Up Entertainment potwierdziło te doniesienia. 24 lipca ujawniono format i nazwę comebacku.
Pod koniec lipca Seeun, Yoon i J pozowały do sierpniowego wydania magazynu Cosmopolitan. Opowiadają w nim o nadchodzącym powrocie grupy.
30 lipca na kanale YouTube grupy pojawił się pierwszy zwiastun nadchodzącego minialbumu z udziałem Sieun. Po otwarciu opisu pod filmem można przeczytać zdanie "𝙒𝙝𝙖𝙩'𝙨 𝙬𝙧𝙤𝙣𝙜 𝙬𝙞𝙩𝙝 𝙗𝙚𝙞𝙣𝙜 𝙙𝙞𝙛𝙛𝙚𝙧𝙚𝙣𝙩? 𝙄𝙩'𝙨 𝙨𝙥𝙚𝙘𝙞𝙖𝙡." („Co jest złego w byciu innym? To jest wyjątkowe.”).
Każdego kolejnego dnia pojawiał się zwiastun z inną członkinią i innym sformułowaniem. I tak 31 lipca, była nią Isa ze zdaniem "𝙄 𝙘𝙖𝙣'𝙩 𝙬𝙖𝙞𝙩. 𝙄'𝙡𝙡 𝙟𝙪𝙨𝙩 𝙩𝙧𝙮." („Nie mogę się doczekać. Po prostu spróbuję.”).
1 sierpnia Sumin "𝙄 𝙣𝙚𝙚𝙙 𝙨𝙤𝙢𝙚𝙩𝙝𝙞𝙣𝙜 𝙡𝙞𝙠𝙚 𝙢𝙚!" („Potrzebuję kogoś takiego jak ja!”).
2 sierpnia J "𝙄𝙩'𝙨 𝙟𝙪𝙨𝙩 𝙖 𝙗𝙪𝙗𝙗𝙡𝙚. 𝙉𝙚𝙫𝙚𝙧 𝙢𝙞𝙣𝙙." („To tylko bańka. Nieważne.”).
3 sierpnia Yoon "𝙉𝙤 𝙢𝙤𝙧𝙚 𝙝𝙖𝙩𝙚 𝙤𝙧 𝙝𝙖𝙩𝙚." („Nigdy więcej nienawiści i hejtu.”).
4 sierpnia Seeun “𝙈𝙚 𝙖𝙣𝙙 𝙔𝙤𝙪. 𝙏𝙝𝙚𝙧𝙚'𝙨 𝙣𝙤 𝙥𝙧𝙤𝙗𝙡𝙚𝙢 𝙖𝙩 𝙖𝙡𝙡.” („Ja i Ty. Nie ma żadnego problemu.”).
W międzyczasie, między 30 lipca a 1 sierpnia, udostępnione zostały zdjęcia do minialbumu, w których udział wzięły Sieun, Isa i Sumin. Natomiast od 2 do 4 sierpnia ukazały się zdjęcia kolejnych członkiń J, Yoon i Seeun.
7 sierpnia STAYC opublikowały zdjęcia koncepcyjne wersji „Bubble” nadchodzącego powrotu. Oraz dodatkowe zdjęcia koncepcyjne łączące w zieleń traw i piękne kwiaty, tworząc ekstatyczną atmosferę z bajkową wizualizacją w lesie.
Pierwszy zwiastun teledysku do tytułowego utworu „Bubble” ukazał się 9 sierpnia.
11 sierpnia opublikowano kolejny zestaw zdjęć koncepcyjnych, a także spoiler dotyczący tekstu utworu „Bubble”.
12 marca na YouTube pojawiło się wideo zawierające kolejne spoilery dotyczące comebacku grupy. W klipie liderka grupy, Sumin, odgrywa rolę prezenterki wiadomości, a całe wideo obraca się wokół tematu programu informacyjnego.
13 sierpnia ukazała się kompilacja z uroczym, jak i nieco kiczowatym wideo oraz czterema fragmentami piosenek od tytułowego „Bubble” po „Not Like You”, „I Wanna Do” i „Be Mine”.
Drugi zwiastun teledysku do „Bubble” ukazał się 15 sierpnia.
16 sierpnia ukazał się teledysk do piosenki „Bubble”.

## Promocja
Specjalna prezentacja z okazji wydania trzeciego minialbumu odbyła się w IIlji Art Hall w Seulu.

## Lista utworów
| CD | CD                                | CD                                  | CD              | CD              | CD      |
| Nr | Tytuł utworu                      | Tekst                               | Kompozycja      | Aranżacja       | Długość |
| -- | --------------------------------- | ----------------------------------- | --------------- | --------------- | ------- |
| 1. | „Bubble”                          | B.E.P, Jeon goon                    | B.E.P, FLYT     | Rado, FLYT      | 3:00    |
| 2. | „Not Like You”                    | B.E.P, Jeon goon                    | B.E.P, will.b   | Rado            | 2:50    |
| 3. | „I Wanna Do”                      | will.b, van.gogh                    | will.b          | will.b          | 2:55    |
| 4. | „Be Mine”                         | BXN                                 | BXN, Prime Time | BXN, Prime Time | 2:46    |
| 5. | „Bubble (English Ver.)”           | ILLSON, Sean Rhee, B.E.P, Jeon goon | B.E.P, FLYT     | Rado, FLYT      | 3:00    |
| 6. | „Bubble (Sped Up) (English Ver.)” | ILLSON, Sean Rhee, B.E.P, Jeon goon | B.E.P, FLYT     | Rado, FLYT      | 2:38    |

## Nagrody
Programy muzyczne
| Piosenka | Rok  | Data        | Stacja telewizyjna | Program  | Przy.         |
| -------- | ---- | ----------- | ------------------ | -------- | ------------- |
| Bubble   | 2023 | 29 sierpnia | SBS MTV            | The Show | [ 24 ] [ 25 ] |